# 川口克己
川口 克己（かわぐち かつみ、1961年12月10日 - ）は、モデラー、玩具メーカーBANDAI SPIRITSホビー事業部シニアアドバイザー。玩具・模型の企画やプロモーションを担当している。通称「川口名人」。模型の消費者であるモデラーと、生産者であるメーカーの両方の立場でブーム初期から現在に至るまでガンプラに関わり続けている人物である。

## 来歴・人物
中学時代は伍代夏子と同級生で、東京都立松原高等学校では美術部に所属。法政大学経営学部経営学科出身。大学進学直前に同級生の高橋昌也らとともに、小田雅弘らが在籍する模型サークル「ストリームベース」に加入。『機動戦士ガンダム』（1979年）に登場するモビルスーツの模型をフルスクラッチ（完全自作）で製作して模型雑誌月刊ホビージャパン誌（ホビージャパン社）に掲載され、模型業界に携わることになった。放送当時はまだ正式なプラモデル化は決定されておらず、彼らの作った模型に対する反響が放送終了半年後の1980年7月よりバンダイから発売され、一大ブームとなったガンダムのプラモデル（ガンプラ）誕生に大きく寄与したことは間違いない。
ガンプラの発売後は雑誌掲載の模型を作るだけではなく、コミックボンボン誌（講談社）掲載のガンプラ漫画『プラモ狂四郎』のアイデア提供や、プラモデル企画「モビルスーツバリエーション」といったガンプラブームそのものを盛り上げる活動に参加する。『狂四郎』の作中では主人公を導く凄腕モデラー「ストリームベース」の一員として他の2名と共に実名で登場しており、当時のボンボン読者からはアイドル的存在であった。
1985年にバンダイに入社。それまでの活動から社内には顔見知りもいたが、特別扱いではなく他の一般人と同様に通常の入社試験を受けた。学生の間では「バンダイはマニアは採らない」という噂があったため、面接でもモデラー活動のことは話題に出さなかった。1986年の『機動戦士ガンダムZZ』で初めてガンプラの開発に関わり、一部の商品は図面のもとになる「案図」も書いている。その後は別の部署に異動となったが、1993年の『機動戦士Vガンダム』でふたたびガンプラ開発に戻った。1995年のマスターグレード始動の頃から、バンダイ側のガンプラ企画責任者として模型雑誌等で露出するようになる。
ガンプラ漫画『超戦士ガンダム野郎』（1989 - 1993年）で再び作中に登場、「川口名人」の通称はその際に付けられた。ガンプラを題材としたアニメ『ガンダムビルドファイターズ』シリーズ（2013年 - ）では、彼をイメージソースとした襲名制のキャラクター「メイジン・カワグチ」が登場し、本人も「カワグチメイジン」名義で『ビルドファイターズ』関連の出演をしている。
2018年4月1日、バンダイナムコグループの再編により新設された「株式会社BANDAI SPIRITS」へ移籍。

## テレビ出演
- 宇宙一せまい授業!（あっ!とおどろく放送局、2007年）
- 岡田斗司夫のプチクリ学園（MONDO21）
- つくろうガンプラ!（BS11、2011年）
- あいつ今何してる?（テレビ朝日、2017年） - 伍代夏子の同級生として
- ミュ～コミ+プラスTV（BSスカパー!、2018年4月27日）

## 書籍
- 宇宙一せまい授業!（北本かつらと共著）（東邦出版）